# Alexandr Michajlin
Alexandr Vjačeslavovič Michajlin (*18. srpna 1979 Moskva, Sovětský svaz) je ruský zápasník–judista a sambista, stříbrný olympijský medailista z roku 2012.

## Sportovní kariéra
Jako dítě se nejprve věnoval basketbalu. K zápasu se dostal v 11 letech v klubu Sambo 70, kde kombinoval sambo a judo. V ruské seniorské judistické reprezentaci se prosazoval od roku 1999 a z počátku shazoval váhu do polotěžké váhy do 100 kg. Na mistrovství světa v Birminghamu vybojoval třetím místem kvalifikaci na olympijské hry v Sydney, ale v roce 2000 prohrál nominaci s Jurijem Sťopkinem. V roce 2004 prohrál olympijskou nominaci na olympijské hry v Athénách s Dmitrijem Maximovem. Tehdy již stabilně startoval v těžké váze nad 100 kg, ale neotřesitelná pozice Tamerlana Tmenova ho nutila před významnými podniky shazovat váhu do nižší kategorie nebo startovat v neolympijské disciplíně bez rozdílu vah.
Od roku 2005 startoval pravidelně v těžké váze. V roce 2008 nespěl při ruské nominaci na olympijské hry v Pekingu. Od roku 2009 nahradil v reprezentaci Tmenova. V roce 2010 v přípravě utrpěl zranění kolene a přišel o celou sezonu. V roce 2012 napočtvrté uspěl při ruské olympijské nominaci a startoval jako úřadující mistr Evropy na olympijských hrách v Londýně. Po dobrém taktickém výkonu se probojoval do finále, ve kterém nestačil na Francouze Teddyho Rinera a získal stříbrnou olympijskou medaili. S reprezentací se rozloučil v roce 2014, ale slabé výsledky ruských těžkých vah ho přiměly v 37 letech k návratu do reprezentace po olympijských hrách v Riu v roce 2016.

### Vítězství na turnajích
- 1999 – 1× světový pohár (Moskva)
- 2001 – 2× světový pohár (Sofie, Budapešť)
- 2002 – 2× světový pohár (Moskva, Bukurešť)
- 2003 – 2× světový pohár (Hamburk, Moskva)
- 2005 – 3× světový pohár (Moskva, Hamburk, Bukurešť)
- 2006 – 1× světový pohár (Moskva)
- 2007 – 1× světový pohár (Varšava)
- 2010 – 1× světový pohár (Moskva)
- 2011 – 2× světový pohár (Tbilisi, Kano Cup)
- 2012 – 1× světový pohár (Madrid)

## Výsledky

### Váhové kategorie
| Turnaj             | 1996       | 1997       | 1998       | 1999       | 2000       | 2001       | 2002       | 2003       | 2004       | 2005       | 2006       | 2007       | 2008       | 2009       | 2010       | 2011       | 2012       | 2013       | 2014       | 2015       | 2016       | 2017       |
| Turnaj             | 17         | 18         | 19         | 20         | 21         | 22         | 23         | 24         | 25         | 26         | 27         | 28         | 29         | 30         | 31         | 32         | 33         | 34         | 35         | 36         | 37         | 38         |
| Turnaj             | těžká váha | těžká váha | těžká váha | těžká váha | těžká váha | těžká váha | těžká váha | těžká váha | těžká váha | těžká váha | těžká váha | těžká váha | těžká váha | těžká váha | těžká váha | těžká váha | těžká váha | těžká váha | těžká váha | těžká váha | těžká váha | těžká váha |
| ------------------ | ---------- | ---------- | ---------- | ---------- | ---------- | ---------- | ---------- | ---------- | ---------- | ---------- | ---------- | ---------- | ---------- | ---------- | ---------- | ---------- | ---------- | ---------- | ---------- | ---------- | ---------- | ---------- |
| Olympijské hry     | —          |            |            |            | —          |            |            |            | —          |            |            |            | —          |            |            |            | 2.         |            |            |            | —          |            |
| Mistrovství světa  |            | —          |            | 3.         |            | 1.         |            | —          |            | 1.         |            | —          |            | úč.        | —          | 3.         |            | 5.         | —          | —          |            | —          |
| Evropské hry       |            |            |            |            |            |            |            |            |            |            |            |            |            |            |            |            |            |            |            | —          |            |            |
| Mistrovství Evropy | —          | —          | —          | 3.         | —          | —          | —          | —          | úč.        | 1.         | —          | 3.         | —          | 3.         | —          | —          | 1.         | —          | —          | —          | —          | —          |
| MS juniorů         | —          |            | 1.         |            |            |            |            |            |            |            |            |            |            |            |            |            |            |            |            |            |            |            |
| ME juniorů         | 2.         | 1.         | —          |            |            |            |            |            |            |            |            |            |            |            |            |            |            |            |            |            |            |            |

### Bez rozdílu vah
| Turnaj             | 1996 | 1997 | 1998 | 1999 | 2000 | 2001 | 2002 | 2003 | 2004 | 2005 | 2006 | 2007 | 2008 | 2009 | 2010 | 2011 | 2012 | 2013 | 2014 | 2015 | 2016 | 2017 |
| Turnaj             | 17   | 18   | 19   | 20   | 21   | 22   | 23   | 24   | 25   | 26   | 27   | 28   | 29   | 30   | 31   | 32   | 33   | 34   | 35   | 36   | 37   | 38   |
| ------------------ | ---- | ---- | ---- | ---- | ---- | ---- | ---- | ---- | ---- | ---- | ---- | ---- | ---- | ---- | ---- | ---- | ---- | ---- | ---- | ---- | ---- | ---- |
| Mistrovství světa  |      | —    |      | —    |      | 1.   |      | úč.  |      | —    |      | úč.  | 2.   |      | —    | 3.   |      |      |      |      |      | 7.   |
| Mistrovství Evropy | —    | —    | —    | —    | —    | 1.   | 2.   | 1.   | úč.  | 2.   | 1.   | 1.   |      |      |      |      |      |      |      |      |      |      |